# Vince (Kumanovo)
Vince (macedónul: Винце) település Észak-Macedóniában, az Északkeleti körzetben, Kumanovo községben.

## Népesség
| Lakosok száma | 1218 | 1194 | 970  | 538  | 237  | 140  | 113  | 90   | 32   |
|               | 1948 | 1953 | 1961 | 1971 | 1981 | 1991 | 1994 | 2002 | 2021 |

- 1994-ben 113 lakosa volt.
- 2002-ben 90 lakosa volt, akik mindannyian macedónok.